# 슈퍼보이 (비디오 게임)
슈퍼 보이(Super Boy)는 새한상사에서 슈퍼 마리오브라더스를 MSX 전용으로 비공식적으로 이식한 게임이다.

## 슈퍼보이 I, II
슈퍼 마리오브라더스를 비공식적으로 이식한 게임이다. 마리오는 빨간색이 아닌 분홍색, 타이틀의 슈퍼마리오 브라더스는 슈퍼 보이로, 그리고 왼쪽 위의 마리오는 스코어로 변했다. 슈퍼보이 1과 2는 슈퍼 마리오브라더스의 레벨을 절반으로 쪼갠 뒤 월드 1부터 4까지는 1이, 월드 5부터 8까지는 슈퍼 마리오브라더스: 더 로스트 레벨즈의 일부 요소를 추가해 넣었다. 2편의 경우 타이틀의 디자인이 흰색 바탕에 푸른색 서체로 바뀌었다.

## 슈퍼보이 III
슈퍼보이 III는 슈퍼마리오 월드를 비공식적으로 따라한 게임으로, 주로 별(무적 아이템)을 태극 마크로 나타내었고, 로고에는 지팡이를 든 거북이와 태극 무늬가 그려져 있다. 또한 버섯은 인삼으로 바뀌어 있으며, 마리오는 분홍색으로 변한다. 이 분홍색 마리오는 꽃을 얻으면 반짝이는 불꽃을 쏜다. 이후 마지막 구간에 들어가면 해머 형제가 나와 싸운다.